# Šport u 1985.
◄◄ | ◄ | 1982. | 1983. | 1984. | 1985.  | 1986. | 1987. | 1988. | ► | ►►
Arhitektura • Astronautika • Astronomija • Biologija • Film • Fotografija • Glazba • Kazalište • Kemija • Kiparstvo • Knjige • Književnost • Kršćanstvo • Meteorologija • Medicina • Planinarstvo • Politika • Pravo • Promet • Slikarstvo • Strip • Šport • Televizija • Znanost • Zrakoplovstvo • Željeznički promet
Šport u 1985.

## Svijet

### Natjecanja

#### Kontinentska natjecanja

##### Europska natjecanja
- Od 5. do 16. lipnja – Europsko prvenstvo u košarci u Njemačkoj: prvak SSSR
- Od 4. do 11. kolovoza – Europsko prvenstvo u vaterpolu u Sofiji u Bugarskoj: prvak SSSR

## Vanjske poveznice
|  | Zajednički poslužitelj ima još gradiva o temi Šport u 1985. |